# Spectrum (wiskunde)
In de wiskunde bestaat een rits begrippen die de naam spectrum dragen, en die alle rechtstreeks of onrechtstreeks zijn afgeleid van het natuurkundige begrip spectrum. We halen hier de meest gebruikte aan, in volgorde van toenemende conceptuele afstand tot de natuurkunde.

## Spectrum van een lineaire operator
De kwantummechanica stelt dat licht geen continu verschijnsel is, maar voorkomt in discrete pakketten, quanta of kwanten, waarvan de energiehoeveelheid recht evenredig is met de frequentie. Zij legt het lijnenspectrum van een gloeiend gas uit door te stellen dat het gas elektromagnetische golven (licht) uitstraalt waarvan de energie precies overeenkomt met het verschil tussen twee discrete "energieniveaus" van het atoom of molecuul. Dit verklaart waarom de energie-inhoud van kwanta slechts een beperkt aantal waarden kan hebben.
De energieniveaus van het atoom komen overeen met de eigenwaarden van een onbegrensde lineaire transformatie van golffuncties. De golffuncties vormen (een deelruimte van) een Hilbertruimte. De transformatie heet energie-operator of Hamiltoniaan.
Bij uitbreiding noemt men het spectrum van een lineaire transformatie {\displaystyle T} van een topologische vectorruimte: de verzameling van alle getallen {\displaystyle \lambda } uit het scalairenlichaam waarvoor {\displaystyle T-\lambda } géén begrensde inverse transformatie heeft. Deze is over het algemeen groter dan de verzameling eigenwaarden; om het onderscheid te maken noemt men het discreet spectrum de verzameling geïsoleerde eigenwaarden van eindige multipliciteit. De eerste die het woord 'bandenspectrum' in deze betekenis gebruikte, schijnt W. Wirtinger te zijn geweest in 1897; vermoedelijk heeft Hilbert daaraan zijn gebruik van het woord spectrum ontleend.
Het "natuurkundig" spectrum bestaat dus uit de verzameling verschillen van telkens twee getallen uit het "wiskundig" spectrum. Dit komt bijvoorbeeld tot uiting in de Rydbergformule, een berekening van de lijnfrequenties van het waterstofspectrum.

## Spectrum in de functionaalanalyse
In de functionaalanalyse, een deelgebied van de wiskunde, is het concept van het spectrum van een begrensde operator een veralgemening van het concept van de eigenwaarden voor matrices.

## Spectrum van een commutatieve Banach-algebra
Commutatieve Banach-algebra's zijn heel specifieke soorten topologische vectorruimten.
Een belangrijk voorbeeld van een commutatieve Banach-algebra wordt gevormd door de collectie van alle begrensde lineaire transformaties op een complexe Hilbertruimte die commuteren met een gegeven zelftoegevoegde operator (de energie-operator uit de kwantummechanica is altijd zelftoegevoegd).
Het spectrum van de zelftoegevoegde operator komt overeen met de verzameling ringhomomorfismen van de Banach-algebra naar de complexe getallen.
Vandaar de definitie: het spectrum van een commutatieve Banach-algebra is de verzameling van alle complexe homomorfismen van die algebra.
Er bestaat een natuurlijke bijectie tussen dit spectrum en de verzameling van alle maximale idealen van de Banach-algebra.

## Spectrum van een ring
Een Banach-algebra is een bijzonder voorbeeld van een ring. De commutatieve algebra definieert twee spectrumbegrippen geassocieerd met iedere commutatieve ring {\displaystyle A} met eenheidselement: het maximale spectrum {\displaystyle {\hbox{Max}}(A)} en het priemspectrum {\displaystyle {\hbox{Spec}}(A)}.
Het maximale spectrum bestaat uit de verzameling van alle maximale idealen van {\displaystyle A.} Het wordt uitgerust met een topologie voortgebracht door verzamelingen van maximale idealen die een gegeven element {\displaystyle a\in A} niet bevatten.
Het priemspectrum bestaat uit de verzameling van alle priemidealen van {\displaystyle A.} Het wordt uitgerust met de Zariski-topologie, waarbij de gesloten verzamelingen bestaan uit telkens alle priemidealen die een gegeven ideaal (niet noodzakelijk priem) omvatten. Voor het maximale spectrum komt dit overeen met de spoortopologie, zodat {\displaystyle \mathrm {Max} (A)} een topologische deelruimte is van {\displaystyle \mathrm {Spec} (A)}.
Het priemspectrum definieert een contravariante functor van de categorie der commutatieve ringen met eenheidselement naar de categorie der topologische ruimten. Het maximale spectrum heeft niet die eigenschap.
Boven op de topologische ruimte {\displaystyle {\hbox{Spec}}(A)} ligt de structuur van een schoof van ringen. Met iedere open verzameling (dat wil zeggen de priemidealen die een gegeven ideaal niet omvatten) wordt een commutatieve ring met eenheidselement geassocieerd. De elementen van die ring zijn bepaalde breuken waarvan teller en noemer in de oorspronkelijk ring {\displaystyle A} liggen.